# Casa Torre de Ceta y Arines
La Casa Torre de Ceta y Arines es un edificio histórico, parte de un conjunto arquitectónico situado en Vigo (Galicia, España), en la Plaza de Almeida, 2 y 4.

## Historia
Construida en el siglo XV como palacete urbano, posiblemente por la Casa de Ceta, fue declarada Monumento Histórico Artístico en 1946 y restaurada entre los años 1993 y 1998 por el arquitecto vigués Alfonso Penela para albergar el Instituto Camões junto con la Casa Torre de Pazos Figueroa.

## Construcción y estilo
Se trata de un edificio de cantería, con sillares de acabado apiconado, construido en forma de torre, con una decoración muy sobria. Sólo destacan los dinteles de los vanos que dan a la Praza de Almeida y una cornisa con gárgolas para el desagüe del agua de lluvia. En su fachada tiene el escudo de la familia Ceta y otro con dos leones, no identificado, aunque posiblemente pertenezca a la misma familia.

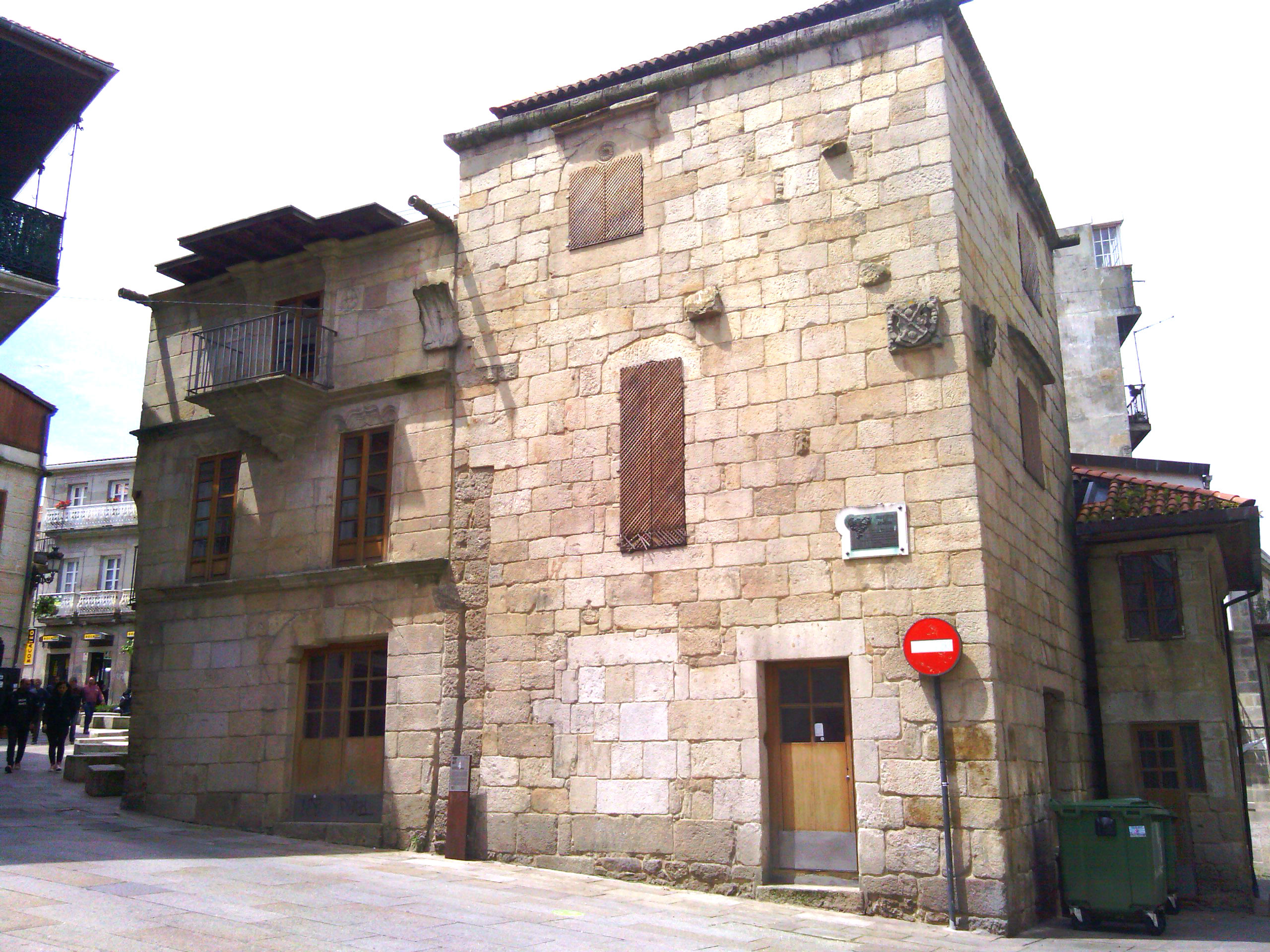
Conjunto donde se inserta la Casa Torre. Al lado, la Casa Torre de Pazos Figueroa. Juntos forman la sede del Instituto Camões